# Gardeskavalleridivisionen (Tyskland)
Gardeskavalleridivisionen (tyska: Garde-Kavallerie-Division) var en tysk Kavalleridivision som existerade mellan den 1912 och 1919.

## Organisation
Förläggningsort inom parentes.
- 1:a Gardeskavalleriibrigaden (Berlin)
  - Gardes du Corps (Potsdam)
  - Gardeskyrassiärregementet (Berlin)

- 2:a Gardeskavalleriibrigaden (Potsdam)
  - 1:a Gardesulanregementet (Potsdam)
  - 3:e Gardesulanregementet (Potsdam)

- 3:e Gardeskavalleriibrigaden (Berlin)
  - 1:a Gardesdragonregementet "Drottning Viktoria av Storbritannien och Irland" (Berlin)
  - 2:a Gardesdragonregementet "Kejsarinan Alexandra av Ryssland" (Berlin)

- 4:e Gardeskavalleriibrigaden (Potsdam)
  - 2:a Gardesulanregementet (Potsdam)
  - Livgardeshusarregementet (Potsdam)

## Befälhavare
| Grad                         | Name                            | Tidsperiod                                      |
| ---------------------------- | ------------------------------- | ----------------------------------------------- |
| Generallöjtnant              | Friedrich Wilhelm von Hertzberg | 22 april 1912 - 16 februari 1913                |
| Generallöjtnant              | Adolf von Storch                | 2 augusti - 23 september 1914                   |
| Generalmajor                 | Günther von Etzel               | 24 september - 30 november 1914 (tillförordnad) |
| Generallöjtnant              | Adolf von Storch                | 1 december 1914 - 21 februari 1918              |
| Generalmajor/Generallöjtnant | Heinrich von Hofmann            | 22 februari - 5 december 1918                   |